# Pametna spravica
Pametna spravica (eng. gadget), uređaj koji je jednostavna oblika i funkcija, koristan u određenome području primjene. Na hrvatskom anglizam "gadget" spada u računalno nazivlje, a na engleskome jeziku ima značenja izvan računarstva. Hrvatski prijevodi su (pametna) spravica, naprava, uređaj, pametna spravica, pametna naprava, pametni uređaj, pribor, tehnološki dodatak ili igračka.

## Vanjske poveznice
- ZG-magazin  Arhivirana inačica izvorne stranice od 6. rujna 2018. (Wayback Machine) Igor Čatić: Znate li što znače riječi “gadget” i “widget”?, 12. lipnja 2015.